# لون استار، شهرستان فرسنو، کالیفرنیا
لون استار (به انگلیسی: Lone Star) یک منطقهٔ مسکونی در ایالات متحده آمریکا است که در شهرستان فرسنو، کالیفرنیا واقع شده‌است. لون استار ۹۷ متر بالاتر از سطح دریا واقع شده‌است.